# Панамериканський чемпіонат з боротьби 2022
 Панамериканський чемпіонат з боротьби 2022 року — 35-ті проведені змагання Панамериканського чемпіонату з боротьби, що проходили з 5 по 8 травня в Акапулько, Мексика.
Спочатку проведення змагань було заплановано в Сантьяго, Чилі, але в лютому 2022 року Об'єднаний світ боротьби (UWW) вирішив перенести їх до Акапулько через занадто жорсткі вимоги Міністерства охорони здоров'я Чилі.
Розігрувалося 30 комплектів нагород: по 10 — у греко-римській боротьбі, вільній боротьбі серед чоловіків та в жіночій боротьбі.

## Загальний медальний залік
*   Країна-господарка ( Мексика)
| Місце                | Країна                         | Золото | Срібло | Бронза | Загалом |
| -------------------- | ------------------------------ | ------ | ------ | ------ | ------- |
| 1                    | США (USA)                      | 17     | 3      | 4      | 24      |
| 2                    | Канада (CAN)                   | 5      | 4      | 2      | 11      |
| 3                    | Куба (CUB)                     | 4      | 4      | 2      | 10      |
| 4                    | Мексика (MEX)*                 | 1      | 6      | 7      | 14      |
| 5                    | Колумбія (COL)                 | 1      | 0      | 4      | 5       |
| 6                    | Венесуела (VEN)                | 1      | 0      | 3      | 4       |
| 7                    | Гондурас (HON)                 | 1      | 0      | 1      | 2       |
| 8                    | Бразилія (BRA)                 | 0      | 4      | 5      | 9       |
| 9                    | Пуерто-Рико (PUR)              | 0      | 4      | 2      | 6       |
| 10                   | Еквадор (ECU)                  | 0      | 2      | 2      | 4       |
| 11                   | Гватемала (GUA)                | 0      | 2      | 1      | 3       |
| 12                   | Домініканська Республіка (DOM) | 0      | 1      | 6      | 7       |
| 13                   | Аргентина (ARG)                | 0      | 0      | 3      | 3       |
| 14                   | Перу (PER)                     | 0      | 0      | 2      | 2       |
| 15                   | Коста-Рика (CRC)               | 0      | 0      | 1      | 1       |
| 15                   | Чилі (CHI)                     | 0      | 0      | 1      | 1       |
| Загалом (16 збірних) | Загалом (16 збірних)           | 30     | 30     | 46     | 106     |

## Командний залік
| Місце | Чоловіки, вільний стиль  | Чоловіки, вільний стиль | Чоловіки, греко-римська  | Чоловіки, греко-римська | Жінки, вільний стиль | Жінки, вільний стиль |
| Місце | Країна                   | Очки                    | Країна                   | Очки                    | Країна               | Очки                 |
| ----- | ------------------------ | ----------------------- | ------------------------ | ----------------------- | -------------------- | -------------------- |
| 1     | США                      | 229                     | США                      | 165                     | США                  | 190                  |
| 2     | Канада                   | 138                     | Мексика                  | 148                     | Канада               | 165                  |
| 3     | Пуерто-Рико              | 120                     | Куба                     | 101                     | Мексика              | 120                  |
| 4     | Мексика                  | 101                     | Колумбія                 | 89                      | Еквадор              | 80                   |
| 5     | Куба                     | 76                      | Бразилія                 | 83                      | Бразилія             | 79                   |
| 6     | Аргентина                | 56                      | Домініканська Республіка | 81                      | Куба                 | 71                   |
| 7     | Бразилія                 | 55                      | Гватемала                | 71                      | Венесуела            | 55                   |
| 8     | Колумбія                 | 54                      | Гондурас                 | 60                      | Колумбія             | 42                   |
| 9     | Домініканська Республіка | 38                      | Чилі                     | 43                      | Перу                 | 36                   |
| 10    | Венесуела                | 37                      | Перу                     | 38                      | Аргентина            | 35                   |

## Медалісти

### Греко-римська боротьба
| категорія | Золото               | Срібло                 | Бронза                       |
| --------- | -------------------- | ---------------------- | ---------------------------- |
| до 55 кг  | Бреді Кунтц          | Аксель Салас           | Брендон Ескобар              |
| до 60 кг  | Рендон Міранда       | Самюель Гуррія         | Жоао Бенавідес Діктер Торо   |
| до 63 кг  | Самюель Джонс        | Хосе Родрігес Ернандес | не розігрувалась             |
| до 67 кг  | Хуліан Орта          | Кенеді Педроса         | Еньєр Фелісіано Нілтон Сото  |
| до 72 кг  | Патрік Гаррісон Сміт | Едссон Олмос           | Крістіан Мехія               |
| до 77 кг  | Йосваніс Пенья       | Давід Чок              | Жойлсон Жуніор Равон Перкінс |
| до 82 кг  | Данієль Вісенте      | Рейньєр Хіменес        | Тайлер Каннінгем             |
| до 87 кг  | Данієль Грегоріч     | Йохан Батіста          | Альфонсо Лейва Карлос Муньос |
| до 97 кг  | Кевін Мехія          | Хуан Луїс Ібаньєс      | Карлос Адамес Ніколас Бойкін |
| до 130 кг | Оскар Піно           | Едуард Согомонян       | Лео Сантана Ясмані Акоста    |

### Вільна боротьба
| Категорія | Золото             | Срібло                     | Бронза                               |
| --------- | ------------------ | -------------------------- | ------------------------------------ |
| до 57 кг  | Томас Гілман       | Даріан Круз                | Оскар Тігрерос Альварес Бланко       |
| до 61 кг  | Дейтон Фікс        | Джозеф Сілва               | Педро Салазар                        |
| до 65 кг  | Джозеф МакКенна    | Себастьян Рівера           | Агустін Дестрібатс Альбаро Рудесіндо |
| до 70 кг  | Еммануель Оларанде | Вінісінус да Сільва Хоакім | Олвера Алексіс                       |
| до 74 кг  | Кайл Дейк          | Франклін Гомес             | Сезар Бордо Франклін Марен           |
| до 79 кг  | Джордан Барроуз    | Самуель Барміш             | Віктор Сантос Акоста                 |
| до 86 кг  | Захід Валенсія     | Лазаро Ернандес            | Ітан Рамос Карлос Іск'єрдо           |
| до 92 кг  | Джейден Кокс       | Джеремі Порьє              | Крістіан Санчес                      |
| до 97 кг  | Кайл Снайдер       | Артуро Сілот               | Луїс Перес Максвелл Лейсі            |
| до 125 кг | Амар Дхесі         | Нік Гвяздовський           | Катрієль Мурієль Хосе Даніель Діас   |

### Жіноча боротьба
| Категорія | Золото             | Срібло             | Бронза                             |
| --------- | ------------------ | ------------------ | ---------------------------------- |
| до 50 кг  | Сара Гільдебрандт  | Медісон Паркс      | Жаклін Моллокана Патрісія Бермудес |
| до 53 кг  | Домінік Перріш     | Луїза Вальверде    | Бетзабет Аргуелло Карла Акоста     |
| до 55 кг  | Карла Годінез      | Джакарра Вінчестер | Луція Єпес                         |
| до 57 кг  | Яйнеліс Санс       | Альма Валенсія     | Александрія Таун Джулія Пенальбер  |
| до 59 кг  | Лоуренс Борегар    | Амеяллі Хессель    | Сочил Мота-Петтіс                  |
| до 62 кг  | Ана Годінез        | Кайла Міракл       | Лаїс Нуньєс Алехандра Ромеро       |
| до 65 кг  | Форрест Молінарі   | Мікі Роуботтом     | Атзімба Ландаверде                 |
| до 68 кг  | Солеймі Карабалльо | Хангелен Ллайнес   | Єссіка Овьєдо Габріела Роха        |
| до 72 кг  | Скайлар Гроте      | Бренда Агіяр       | Марія Баутіста                     |
| до 76 кг  | Даймонд Гілфорд    | Дженесіс Росанжела | Марія Акоста Жустіна Ді Стасіо     |

## Країни, що взяли участь
Взяло участь 263 спортсмена з 21 країни.
- Аргентина (10)
- Барбадос (1)
- Болівія (2)
- Бразилія (23)
- Венесуела (7)
- Гватемала (10)
- Гондурас (6)
- Домініканська Республіка (17)
- Еквадор (14)
- Канада (23)
- Колумбія (20)
- Коста-Рика (1)
- Куба (17)
- Мексика (30)
- Панама (5)
- Парагвай (3)
- Перу (13)
- Пуерто-Рико (12)
- США (30)
- Уругвай (1)
- Чилі (18)